# Smarki Smark
Smarki Smark, właściwie Jerzy Buczkowski (ur. 1984 w Gorzowie Wielkopolskim) – polski raper, autor tekstów i producent muzyczny, związany z podziemiem hip-hopowym. Oprócz działalności solowej występował również w duecie Brudne Serca ze Zkibwoy'em.
W 2012 został sklasyfikowany na 1. miejscu listy 20 najlepszych polskich raperów wszech czasów według serwisu Porcys.

## Życiorys
Smarki rozpoczął swoją działalność jako nastolatek pod koniec lat 90., zakładając ze Zkibwoyem (pod pseudonimem Jobikz) skład CMMC (Coś Mądrego Metode Clique), czego skutkiem były dwa wydawnictwa: „Gorzowski styl milczenia” (2000) oraz „Z nutą wrażliwości”. Szczyt jego popularności wypadł na rok 2005, kiedy to we współpracy z Kixnare’em wydał minialbum „Najebawszy EP”, na którym gościnnie pojawił się m.in. Smaglaz czy Abel, stając się najpopularniejszym polskim raperem bez oficjalnego kontraktu. Wystąpił gościnnie na płycie Eldo „Człowiek, który chciał ukraść alfabet”. W 2006 swój wkład włożył w kompilację „JuNouDet” – projektu związanego z trylogią „JuNouMi”. Następnie zaangażował się w powstawanie projektu Brudne Serca, który został porzucony.
W 2013 grono fanów zorganizowało billboard w Gorzowie z podziękowaniami dla rapera za jego twórczość.